# Erigone reducta
Erigone reducta är en spindelart som beskrevs av Schenkel 1950. Erigone reducta ingår i släktet Erigone och familjen täckvävarspindlar. Inga underarter finns listade i Catalogue of Life.